# Christian Zeimert
Christian Zeimert, né le 17 octobre 1934 à Paris et mort le 23 octobre 2020 à Vernon, est un peintre français.
Il a vécu et travaillé à Vernon, dans le département de l'Eure.
Il a eu longtemps un atelier à Gentilly, rue Dedouvre (chez Madame Ortoli, amie des peintres et des poètes, dont Jean Sénac). Un autre atelier était situé au treizième étage du 51, boulevard Auguste-Blanqui.

## Biographie
Christian Zeimert est le fils d'un artiste-tapissier-dessinateur (et aussi vendeur au Bon Marché). À sa sortie de l’École Boulle, il apprend la gravure sur bijou, parce que c’est là que l’on dessinait le plus. Plus tard, aux Arts décoratifs, il suit les leçons du peintre Gromaire.
Libertaire et anarchiste, il travaille avec Fernando Arrabal, Alexandro Jodorowsky, Olivier O. Olivier, Roland Topor, et participe au début des années 1960 au groupe Panique. Il publie dans la revue Le Fou Parle (1977-1984). Pendant trois ans, Christian Zeimert anime, avec Jacques Vallet, écrivain et créateur de la revue Le Fou Parle, une émission artistique sur Radio Libertaire.
Il est « peintre calembourgeois ».
Ses peintures sont présentées dans le monde entier.
Avec Patrick Besnier, Henri Cueco, Jacques Jouet, Hervé Le Tellier, Lucas Fournier et d’autres, Zeimert est l'un des « papous » de l’émission de France Culture Des Papous dans la tête, fondée par Bertrand Jérôme et animée par Françoise Treussard.

## Quelques œuvres
Certains des titres sont sous forme de calembours :
- Jésus et ses dix slips
- Le Monument aux ivres morts
- Murmure (mur en tuffeau d’Anjou, avec des trouées)
- Escalier pour hommes et mouches
- Les Marches militaires (des marches empilées avec des poignées de cercueil)

## Publications - Catalogues
- Zeimert, peintre calembourgeois, monographie, texte de Gérald Gassiot Talabot, édition Hachette, 1973
- Alain Avila, Christian Zeimert, Limage, 1980
- Le Monde riant de Zeimert, avec Jean-Pierre Boyer, Paris, Le Tout sur le Tout, 1984
- Le Petit Zeimert illustré, avec Gilbert Lascault, Bruxelles, La Pierre d'alun, 1985
- Moreau... leurre de gloire, Christian Zeimert, Paris, éditions Jannink, coll. « L'art en écrit », 1993
- Le siècle de Christian Zeimert, monographie, Yeo/Alin Avila, 1999
- Une odeur d'art cadavérique, textes de Christian Zeimert, dessins de Glen Baxter, Quentin Faucompré, Ticuel Gasto, Michel Roncerel, éditions Orbis Pictus Club, 2006
- Christian Zeimert s'exp(l)ose au musée de Louviers, catalogue d'exposition rétrospective, textes de Patrick Besnier et Michel Natier, Musée de Louviers, 2009
- Christian Zeimert passe La Montagne en vers et contre tous, journal illustré d'images de Christian Zeimert, textes de Christian Zeimert, Patricio Rojas, Piéro de la Luna, Pierre Garçon, publication La Montagne (Loire-Atlantique), 2011
- Le Roman d'Edgar (de l'Est), illustré par l'auteur, Paris, Au Crayon qui tue, 2013